# Jelena Wladimirowna Arschakowa
Jelena Wladimirowna Arschakowa (russisch Елена Владимировна Аржакова; * 8. September 1989 in Barnaul) ist eine russische Mittelstreckenläuferin.
Bei den Leichtathletik-Halleneuropameisterschaften 2011 in Paris gewann Arschakowa mit einer Zeit von 4:13,78 min Gold über die Distanz von 1500 Meter, vor der Spanierin Nuria Fernández. Im selben Jahr erreichte sie bei den U23-Europameisterschaften in Ostrava sowohl über die Distanz von 800 Meter mit einer Zeit von 1:59,41 min, als auch über 1500 Meter mit 4:20,55 min den ersten Rang. Im März 2012 belegte sie den siebten Platz bei den Hallenweltmeisterschaften in Istanbul. Dreieinhalb Monate später wurde sie bei den Europameisterschaften in Helsinki Europameisterin über 800 Meter in 1:58,51 min.
2013 wurde Arschakowa wegen anormalen Hämoglobin-Werten in ihrem Biologischen Pass für zwei Jahre gesperrt und rückwirkend alle Ergebnisse ab 12. Juli 2011 annulliert.